# Pán Artúr
Pán Artúr (Temesvár, 1894. december 18. – Anglia, 1983.) magyar származású festő.

## Élete és munkássága
Tanulmányait a budapesti Képzőművészeti Főiskolán, majd Réti Istvánnál és párizsi Julian Akadémián végezte. Az 1930-as években Csermely Gyulával magániskolát működtetett. A nácik elől Angliába menekült, ahol elsősorban portréfestőként tevékenykedett és szerzett elismerést. 1943-ban festette meg Winston Churchill híressé vált portréját.
Az 1950-es években két évig Bagdadban, II. Fejszál iraki király palotájában élt és dolgozott az uralkodó felkérésére. Az itt festett valamennyi képe az 1958-as államcsíny során megsemmisült.
Magyarországon kiállított a Műcsarnokban és a Nemzeti Szalonban. Fia építészként lett ismert.